# ブライス島
ブライス島(ブライスとう、ロシア語: Остров Брайса)は北極海の一部であるバレンツ海に位置するロシア連邦領ゼムリャフランツァヨシファにある島である。1899年にアメリカ合衆国のジャーナリスト、ウォルター・ウェルマンにより発見された。アメリカ合衆国の慈善家チャールズ・ローリング・ブレイズが島名の由来。